# Cipari (Mangkubumi)
Cipari is een bestuurslaag in het regentschap Kota Tasikmalaya van de provincie West-Java, Indonesië. Cipari telt 8135 inwoners (volkstelling 2010).